# Lemken

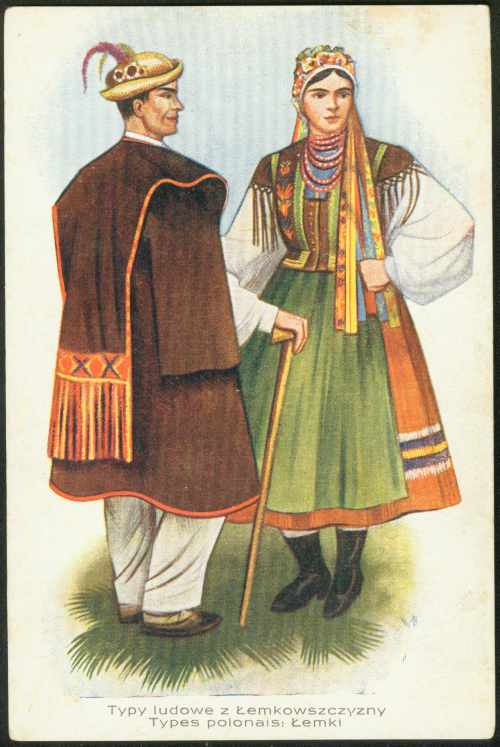
Lemken

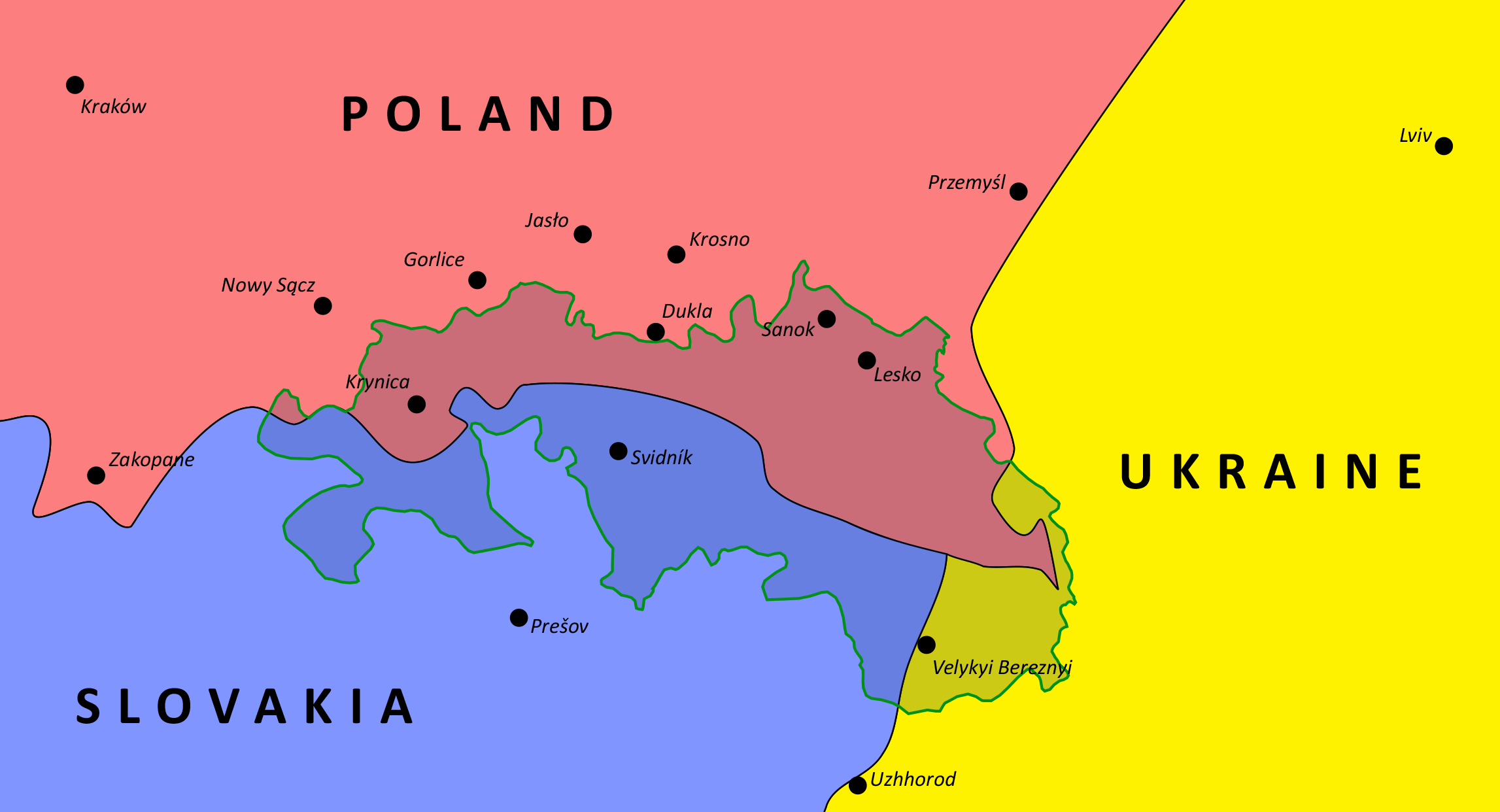
Kaart van de regio Lemko

Lemken zijn een etnische groep Karpatische bergbewoners, die voortkwam uit een mix van Oekraïners, Slowaken, Polen, Vlachen en Roethenen. Zij spraken een Oekraïens dialect, evenals vergelijkbare Karpatenvolken als de Hoetsoelen en de Bojken. Vier eeuwen lang woonden ze vredig in de Beskiden, totdat er in de jaren na de tweede wereldoorlog een eind kwam aan hun cultuur.
Tot 1947 hadden de Lemken een eigen cultuur met een eigen taal, gebruiken en klederdracht. Hun cultuur was het nauwst verwant aan die van Oekraïne, maar ze hadden geen eigen land.
Ze behoorden het meest tot de oosters-katholieke kerken zoals de Oekraïense Grieks-Katholieke Kerk en de Roetheense Grieks-Katholieke Kerk en deels ook tot de oosters-orthodoxe kerken.
In hun onderhoud voorzagen ze met landbouw, veeteelt en later ook met weven. Toen Krynica een kuuroord werd profiteerden ze door landbouwproducten te verkopen aan de stedelingen en transportdiensten met paard en wagen aan te bieden. Hun voornaamste vestigingsplaats was in het zuidelijkste punt van de stad genaamd Krynica Wieś.

## Poolse Lemken
Tijdens de tweede wereldoorlog werd Krynica ingenomen door de nazi's die de Lemken onder druk zetten om te collaboreren. Na de oorlog werd in 1947 de geheime Operatie Wisła gelanceerd, met als doel de "etnische eenwording" van Polen. Minderheidsgroeperingen waaronder de Lemken kregen te maken met gedwongen verplaatsingen, waardoor hun cultuur nagenoeg ophield te bestaan.
Bij de Poolse volkstelling van 2011 meldden zich 11.000 mensen als etnisch Lemko, van wie 6000 uitsluitend Lemko, 4000 waren Lemko-Pools en 1000 waren Lemken met daarnaast een niet-Poolse etniciteit. De Lemken wonen tegenwoordig verspreid door heel Polen, een klein deel is weer naar Krynica teruggekeerd.

## Bekende Lemken
De bekendste Lemko uit de geschiedenis van Krynica was Nikifor (1895-1968) een dakloze Poolse schilder van naïeve kunst. Een andere bekende Lemko was Andy Warhol, wiens familie naar de Verenigde Staten emigreerde als gevolg van de etnische zuiveringen.